# Vangstenen
Vangstenen, N 84, är en norsk runsten från första hälften av 1000-talet av glimmerskiffer i Vang i Vang socken och Vangs kommun.

## Inskrift
Translitterering av runraden:
kosa : sunir : ristu : s(t)in : þinsi : af(t)ir : kunar : bruþur:sun
Normalisering till fornvästnordiska:
Gása synir reistu stein þenna eptir Gunnar, bróðurson.
Översättning till nusvenska:
Gåses söner reste denna sten efter Gun-nar, (sin) brorson.
Ristningen är ganska unik, både i ortografi med sina kortkvistrunor, men också i bildmotiv, som har paralleller i N 125 och i E 2 (eller Br E2), den sista från Sankt Paulskatedralen i London.

## Se även

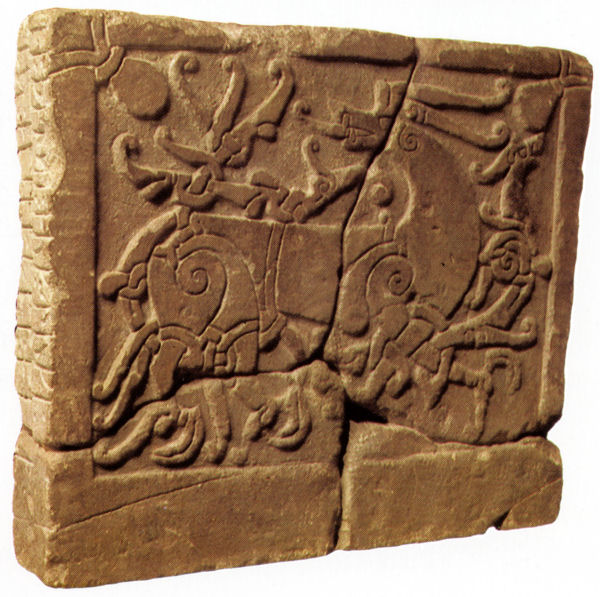
Ringerike runsten från St Paul